# Mil Mi-14
El Mil Mi-14 (en ruso: Ми-14, designación OTAN: Haze) es un helicóptero naval para guerra antisubmarina y búsqueda y rescate fabricado en la Unión Soviética por la Fábrica de helicópteros Mil de Moscú como un derivado de las primeras versiones del helicóptero de transporte Mil Mi-8.

## Historia, diseño y desarrollo
Conservando las mismas dimensiones generales que el Mi-8, el Mi-14 tiene un fuselaje rediseñado e incorpora una quilla de balance para proporcionarle una limitada capacidad anfibia y para facilitar tal utilización posee tren de aterrizaje completamente escamoteable.
Las góndolas motoras más cortas, similares a las que se encuentran en helicópteros Mil de diseño más reciente, sugieren que la planta motriz pudiera haberse cambiado por dos turboejes Isotov TV3-117 con una potencia máxima sobreelevada.
Ya en servicio con la Aviación Naval soviética en unidades costeras, el Mi-14 de lucha antisubmarina fue identificado por la OTAN como Haze A y el de contramedidas es denominado como Haze B.

## Variantes

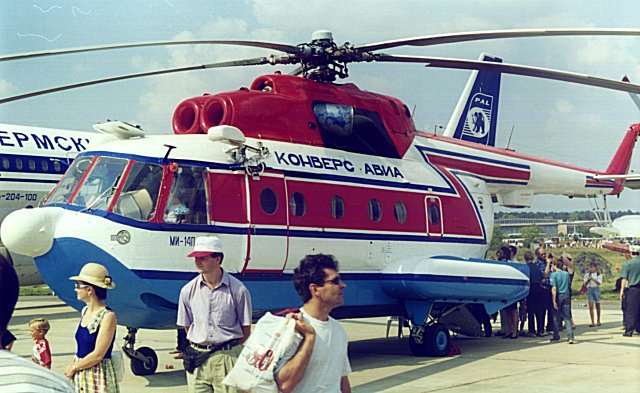
Mi-14P de Konvers Avia.

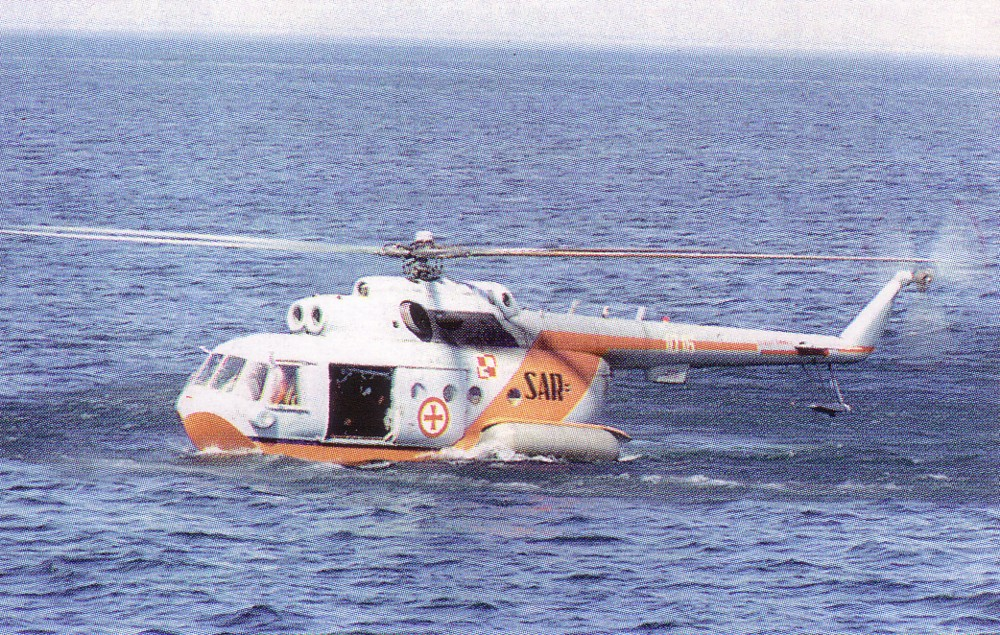
Mi-14Ps SAR de la Armada Polaca.

V-14
Prototipo.
Mi-14PL Haze-A
Helicóptero antisubmarino.
Mi-14PLM
Versión antisubmarina mejorada.
Mi-14PŁ
Designación polaca del Mi-14PL.
Mi-14BT Haze-B
Versión dragaminas.
Mi-14PS Haze-C
Versión de búsqueda y salvamento.
Mi-14PX
Helicóptero de entrenamiento de la Armada Polaca.
Mi-14PZh
Helicóptero anfibio contra incendios basado en el Mi-14BT.
Mi-14 Eliminator
Mi-14BT .
Mi-14GP
Versión civil.
Mi-14P
Helicóptero de transporte civil.

## Operadores

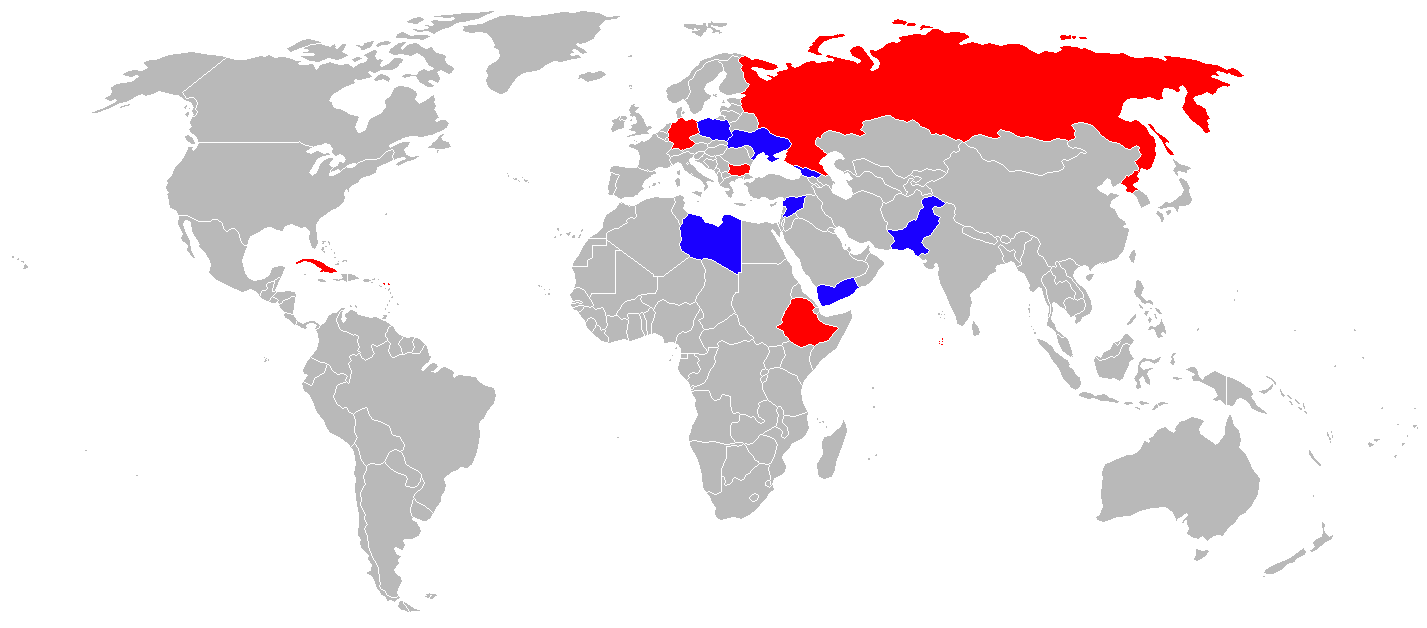

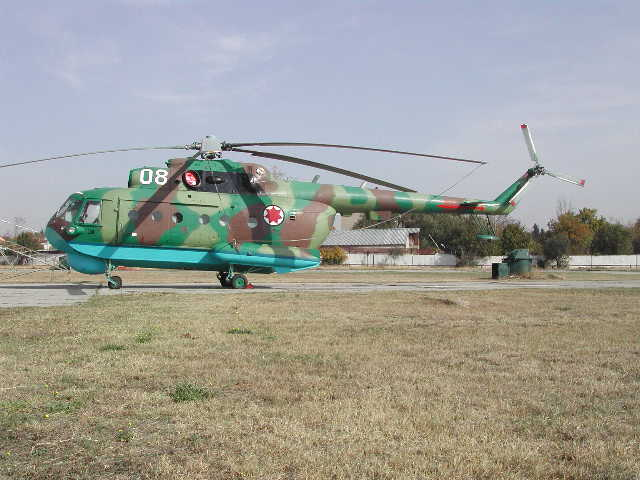
Un Mi-14 de la Fuerza Aérea Georgiana.

### Actuales
Bulgaria
 Comoras
 Corea del Norte
 Cuba
 Etiopía
 Georgia
 Libia Consejo Nacional de Transición.
 Polonia
 Rumania
 Rusia
 Siria
 Ucrania

### Anteriores

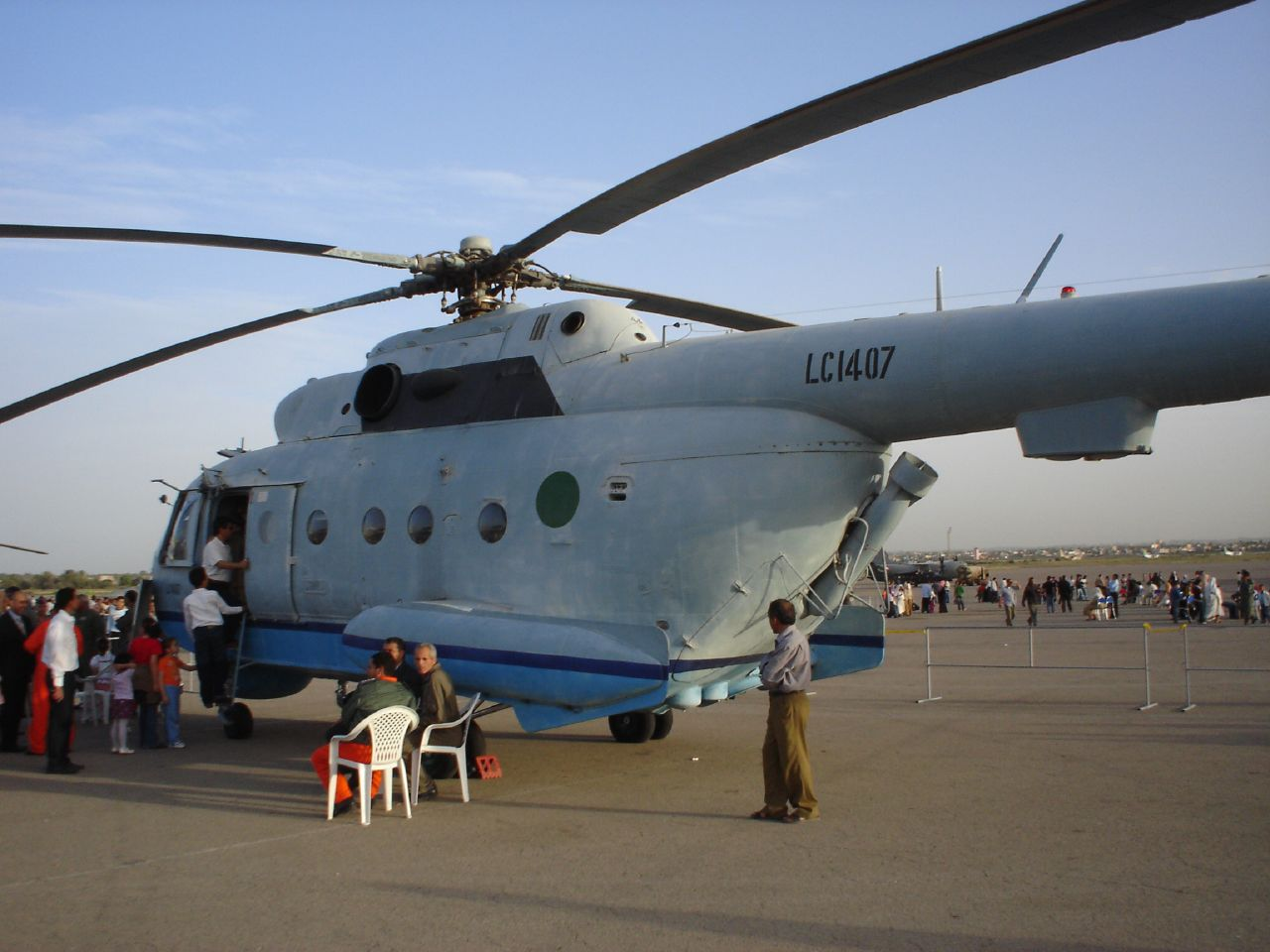
Mi-14 de la Fuerza Aérea Libia.

República Democrática Alemana
 Checoslovaquia
 Libia
Secuestrados primero, luego recuperados por las fuerzas del Concejo Nacional de Transcición.
 Unión Soviética
 Yugoslavia

## Especificaciones (Mi-14 Haze A)

Mi-14

### Características generales
- Tripulación: 4
- Longitud: 18,4 m (60,3 ft)
- Diámetro rotor principal: 21,3 m (69,8 ft)
- Altura: 6,9 m (22,7 ft)
- Área circular: 356 m² (3832,1 ft²)
- Peso vacío: 11 750 kg (25 897 lb)
- Peso máximo al despegue: 14 000 kg (30 856 lb)
- Planta motriz: 2× Turboeje Klimov TV3-117M.
  - Potencia: 1454 kW (2005 HP; 1977 CV) cada uno.

### Rendimiento
- Velocidad máxima operativa (Vno): 230 km/h (143 MPH; 124 kt)
- Alcance en ferry: 1135 m (3724 ft) / o un tiempo estimado de 6 horas de vuelo.
- Techo de vuelo: 3500 m (11 483 ft)

### Armamento
- Armas de proyectiles: ametralladoras

cañones
bombas
misiles
cohetes
- Otros: Capaz de lanzar:
  - Torpedo
  - Bombas
  - Cargas de profundidad

### Desarrollos relacionados
- Mil Mi-8

### Aeronaves similares
- H-3 Sea King